# Night of Champions (2014)
Night of Champions (2014) foi um evento em pay-per-view de luta profissional produzido pela WWE O evento ocrorreu em 21 de setembro de 2014, na Bridgestone Arena em Nashville, Tennessee. Esta foi a oitava edição do evento que ocorre anualmente desde 2007.
Oito lutas foram disputadas no evento. Dos cinco títulos disputados, três mudaram de mãos. O evento principal viu John Cena derrotar Brock Lesnar por desqualificação (com Lesnar retendo seu WWE World Heavyweight Championship), após Seth Rollins interferir na luta. O evento também viu AJ Lee derrotando Paige e Nikki Bella para vencer o Divas Championship pela terceira vez em sua carreira. Este foi também o último evento PPV a apresentar Justin Roberts como locutor do ringue, pois ele seria demitido no mês seguinte. O evento teve 48.000 compras (excluindo visualizações do WWE Network). O ano anterior atraiu 175.000 compras.

## Histórias
O show foi composto por oito lutas. As lutas resultaram de enredos roteirizados, onde os lutadores retratavam heróis, vilões ou personagens menos distintos em eventos roteirizados que geravam tensão e culminavam em uma luta ou série de lutas. Os resultados foram predeterminados pelos escritores da WWE, enquanto as histórias foram produzidas nos programas semanais de televisão da WWE, Monday Night Raw e Friday Night SmackDown.
No SummerSlam, Brock Lesnar derrotou John Cena para vencer o WWE World Heavyweight Championship. Na edição de 19 de agosto do Main Event, uma revanche foi marcada para o Night of Champions.

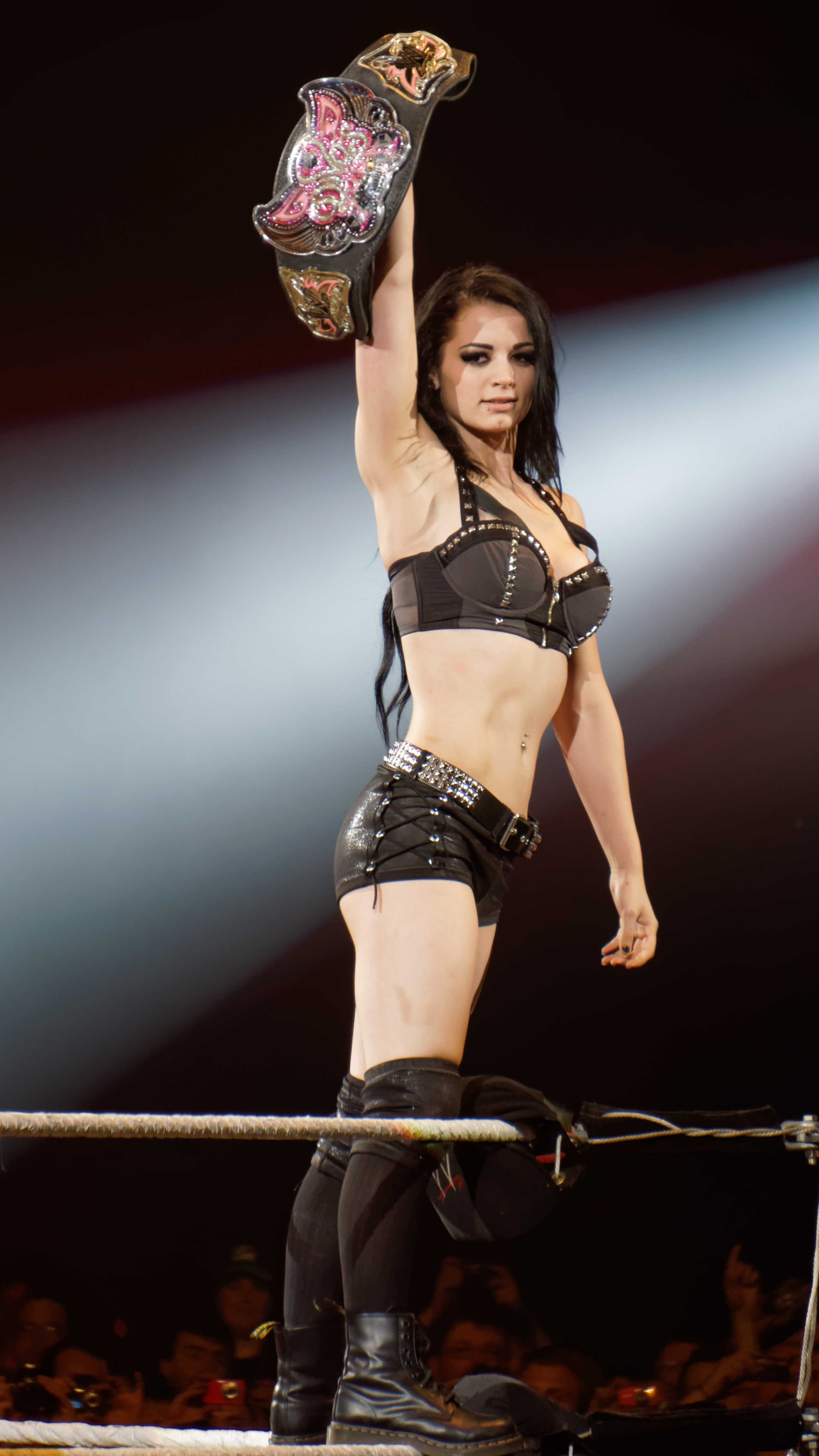
Paige como Campeã das Divas.

No SummerSlam, Paige venceu o Divas Championship contra AJ Lee. No Raw de 1º de setembro , Stephanie McMahon concedeu a Nikki Bella uma luta pelo título no Night of Champions, mas elas foram interrompidas por AJ, que lembrou Stephanie de sua revanche. Em 5 de setembro, Stephanie decidiu que Paige defenderia o título contra AJ e Nikki em uma luta Triple Threat.
No mesmo show, Dolph Ziggler, que no SummerSlam derrotou The Miz pelo Intercontinental Championship, perdeu uma revanche por contout. No episódio de 2 de setembro do Main Event, outra defesa do título contra The Miz foi agendada para o evento.
No Raw de 25 de agosto, Cesaro derrotou Rob Van Dam e se tornou o candidato número um ao United States Championship de Sheamus.
Na edição de 18 de agosto do Raw, Mark Henry atacou Rusev, que retaliou em 1 de setembro do Raw, atacando Henry durante uma luta entre Henry e Big Show contra Erick Rowan e Luke Harper. Na edição de 5 de setembro do SmackDown, Henry desafiou Rusev para uma luta no Night of Champions, com Lana aceitando em nome de Rusev.
No Raw de 18 de agosto, Gold e Stardust derrotaram os Campeões de Duplas da WWE The Usos em uma luta sem título. Uma semana depois, Goldust e Stardust ganharam uma luta pelo título por contout e atacaram os Usos após a luta. Goldust e Stardust atacaram os Usos novamente após suas respectivas lutas contra Jey Uso e Jimmy Uso nos episódios seguintes do SmackDown e Raw, resultando em Jey Uso machucando sua perna. Em 8 de setembro, os Usos foram agendados para defender o título contra Gold e Stardust no evento.
No Raw de 1º de setembro, Chris Jericho insultou Randy Orton em seu programa, o Highlight Reel. Uma semana depois, Orton atacou Jericho, que estava sendo medicamente tratado após perder para Bray Wyatt em uma luta stell cage. Em 9 de setembro, uma luta entre Jericho e Orton foi agendada para o evento.

## Evento

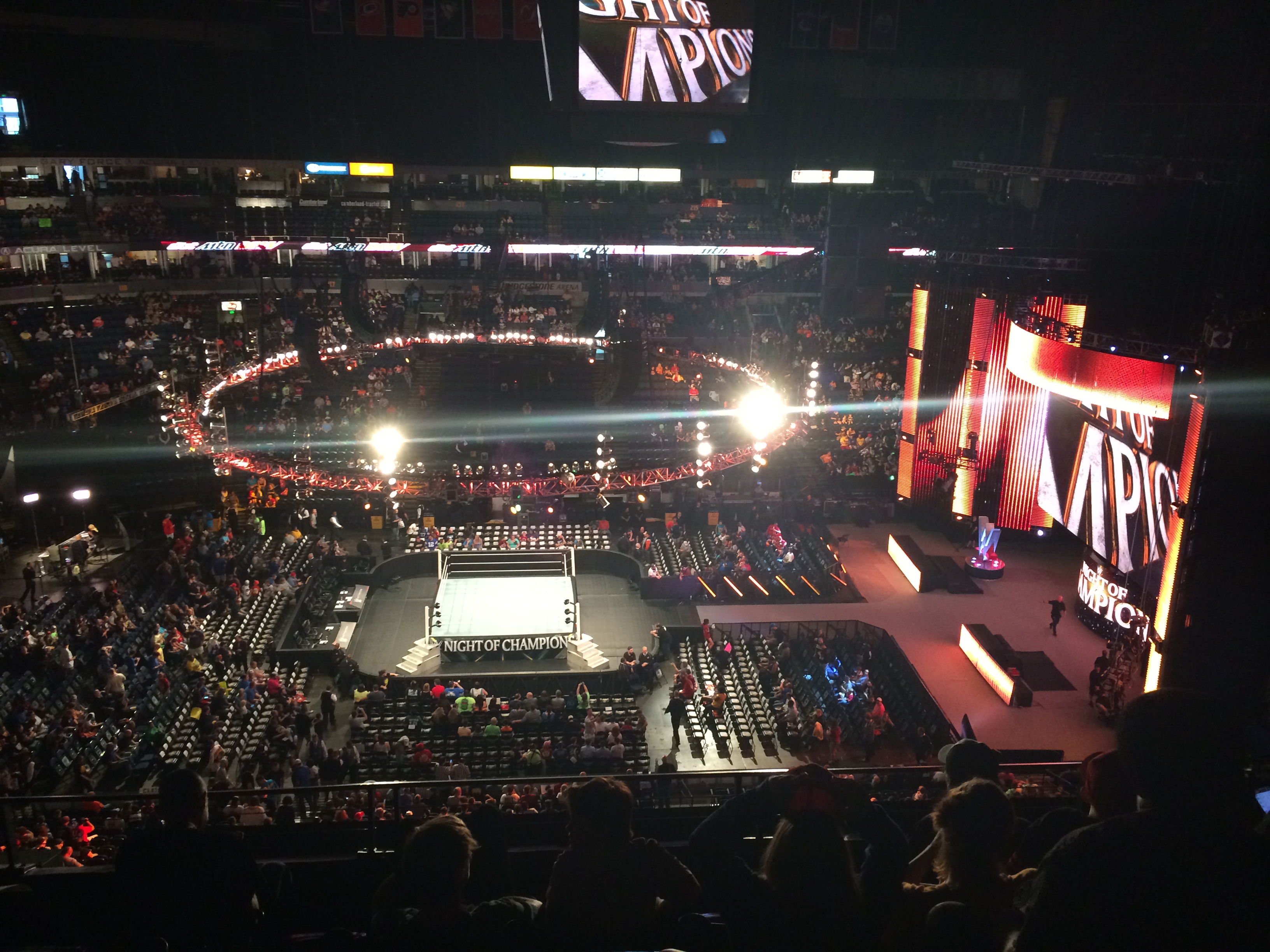
O interior da Bridgestone Arena antes do início do pay-per-view.

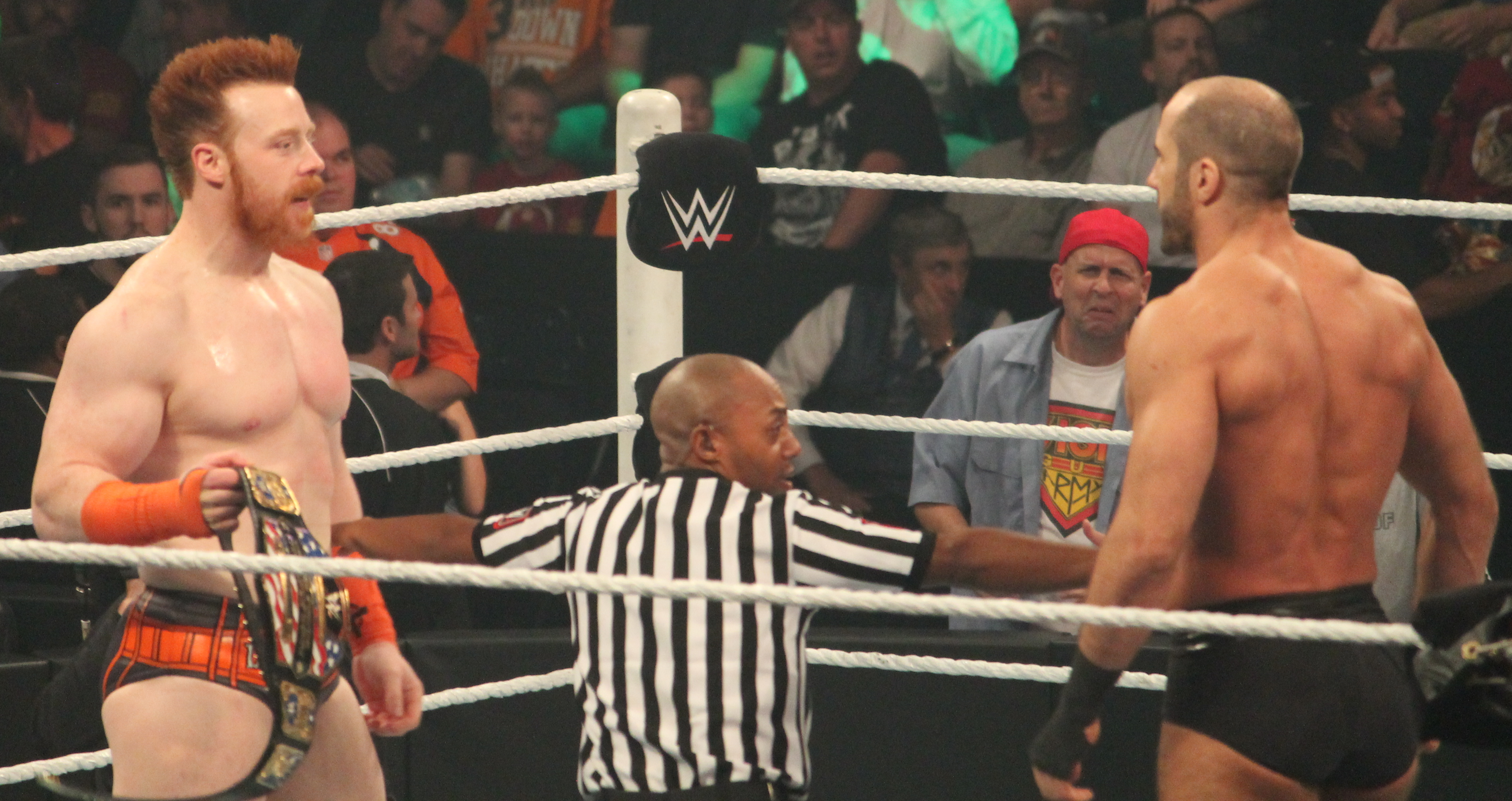
Sheamus defendendo seu Campeonato dos Estados Unidos contra Cesaro.

| Função:                  | Nome:                    |
| ------------------------ | ------------------------ |
| Comentaristas em inglês  | Michael Cole             |
| Comentaristas em inglês  | Jerry Lawler             |
| Comentaristas em inglês  | John "Bradshaw" Layfield |
| Comentaristas em inglês  | Tyler Hubbard            |
| Comentaristas em inglês  | Brian Kelley             |
| Comentarista em espanhol | Carlos Cabrera           |
| Entrevistador            | Byron Saxton             |
| Anunciadores de ringue   | Lilian Garcia            |
| Anunciadores de ringue   | Justin Roberts           |
| Árbitro                  | Mike Chioda              |
| Painel do pré-show       | Renee Young              |
| Painel do pré-show       | Booker T                 |
| Painel do pré-show       | Big Show                 |
| Painel do pré-show       | Alex Riley               |

### Pré-show
No pré-show, Christian voltou a apresentar o "Peep" Show, com Chris Jericho como convidado. A análise foi fornecida por um painel pré-show formado por Booker T, Alex Riley, Big Show e Renee Young.

### Lutas preliminares
O pay-per-view começou com The Usos (Jimmy Uso e Jey Uso) defendendo o WWE Tag Team Championship contra Goldust e Stardust. Os Usos dominaram durante toda a luta até que Jey tentou um samoan splash em Stardust, mas caiu no joelho levantado de Stardust. Stardust imediatamente enrolou Jey para um pinfall, ganhando assim o título.
Em seguida, Sheamus defendeu o United States Championship contra Cesaro. No final, Sheamus executou um Brogue Kick para reter o título.
Depois disso, Dolph Ziggler defendeu o Intercontinental Championship contra The Miz. The Miz estava acompanhado por seu "dublê" Damien Mizdow, enquanto Ziggler estava acompanhado por seu aliado R-Ziggler. Miz enrolou Ziggler enquanto segurava suas meias para vencer a luta e seu quarto Intercontinental Championship.

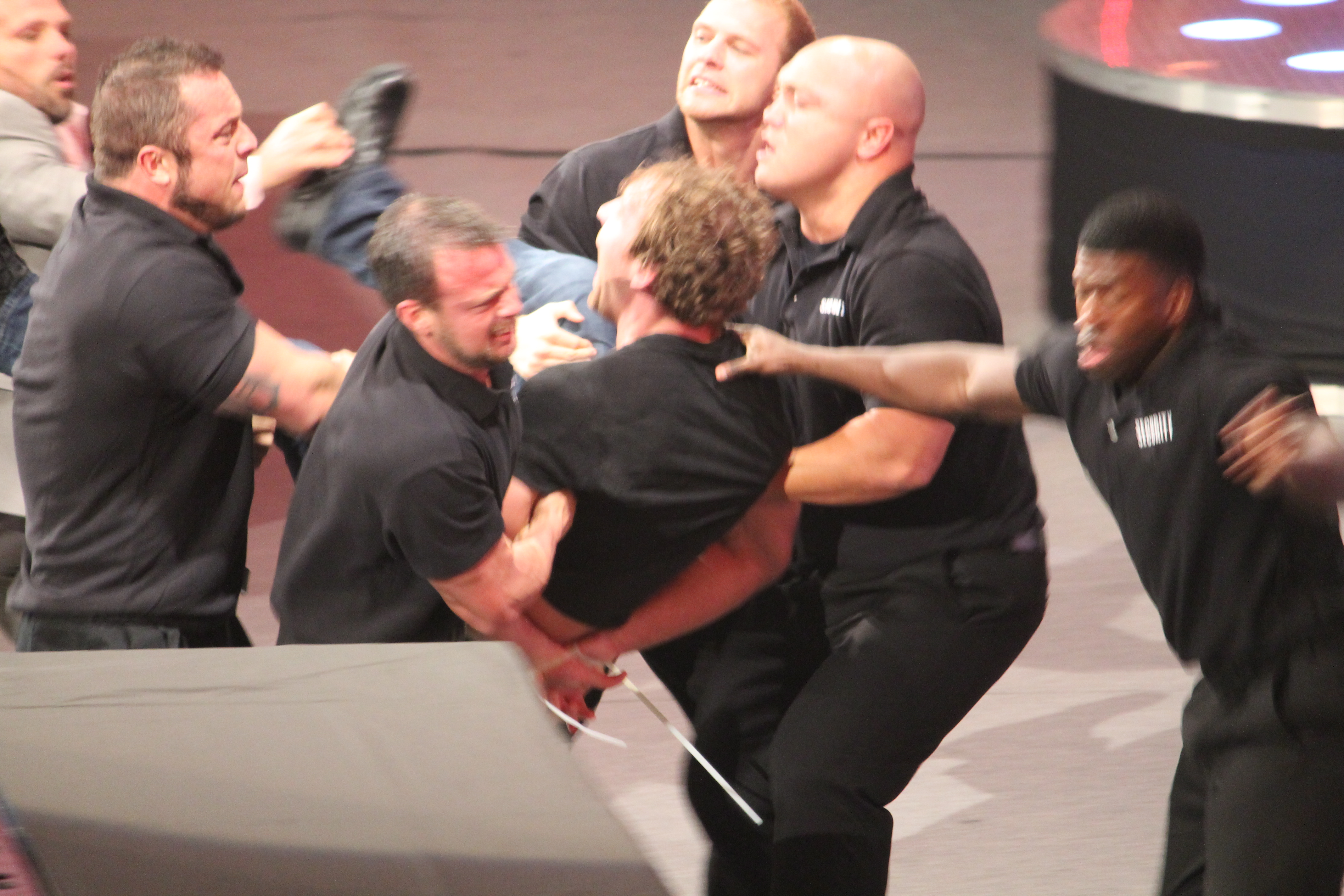
Dean Ambrose sendo levado para fora da arena após atacar Seth Rollins.

A luta seguinte seria entre Roman Reigns e Seth Rollins. A luta foi cancelada um dia antes do evento, pois Reigns foi levado ao hospital para uma cirurgia em uma hérnia encarcerada e foi considerado incapaz de competir. Rollins caminhou até o ringue para reivindicar sua vitória por desistência. Enquanto no ringue, Dean Ambrose atacou Rollins. A The Authority saiu dos bastidores para separar os dois e restaurar a ordem. A segurança mais tarde amarrou as mãos de Ambrose atrás das costas e o acompanhou para fora da arena.
Na quinta luta, Rusev enfrentou Mark Henry. Durante a luta, Henry executou um The World Strongest Slam, mas não conseguiu vencer. No final, Henry se submeteu ao The Accolade dando a vitória a Rusev.
Na luta seguinte, Randy Orton enfrentou Chris Jericho. No final, Jericho executou um Codebreaker, mas Orton fez o kick out. Jericho saltou da terceira corda, mas Orton reagiu em um RKO no ar e imobilizou Jericho para vencer a luta.

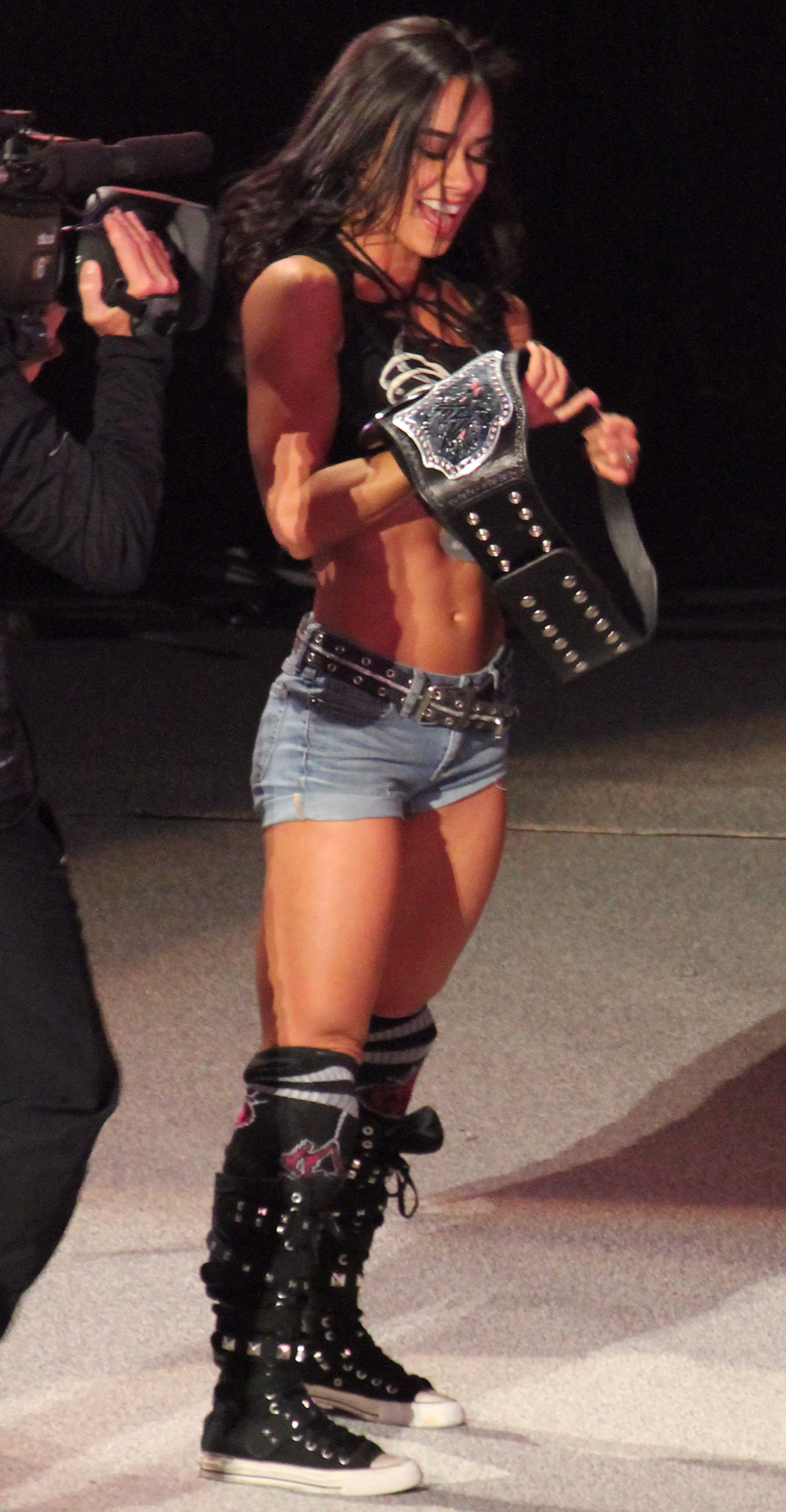
A vitória de AJ Lee em uma luta Triple Threat rendeu a AJ seu terceiro e último reinado do Divas Championship.

Na penúltima luta, Paige defendeu o Divas Championship em uma luta Triple Threat contra Nikki Bella e AJ Lee. Depois de deixar Nikki Bella inconsciente fora do ringue, AJ forçou Paige a se submeter ao Black Widow para vencer o título. Com esta vitória, AJ Lee igualou o recorde de mais reinados ao lado de Eve Torres com três.

### Evento principal
No evento principal, Brock Lesnar defendeu o WWE World Heavyweight Championship contra John Cena. Cena executou um AA, mas Lesnar fez o kick out em um. Lesnar então aplicou o Kimura Lock quatro vezes, mas Cena alcançou as cordas para quebrar a chave. Cena depois executou um segundo AA em Lesnar, mas Lesnar fez o kick out em dois. Cena depois aplicou o STF, mas Lesnar rebateu o golpe. Lesnar então aplicou um quinto Kimura Lock, mas Cena escapou empurrando Lesnar repetidamente para o canto. Cena então executou um terceiro AA em Lesnar e aplicou um segundo STF, mas Lesnar alcançou as cordas. Cena aplicou um terceiro STF, mas Lesnar voltou a alcançar as cordas. Cena então travou Lesnar em um quarto STF, mas Cena soltou Lesnar quando ele se recusou a desistir. No final, Cena executou um quarto AA em Lesnar. Quando Cena foi para a contagem, Seth Rollins atacou Cena sua maleta do Money in the Bank, causando uma desqualificação. Rollins atacou Lesnar com um Curb Stomp e então tentou fazer o cash-in, mas Cena o atacou antes que a luta pudesse realmente começar. Lesnar então executou um F-5 em Cena para fechar o show.

## Depois do evento
Na noite seguinte no Raw , The Miz defendeu seu Intercontinental Championship contra Dolph Ziggler em uma revanche do Night of Champions. Ziggler recuperou o título depois de imobilizar The Miz. Durante sua entrevista semanal com Michael Cole, Triple H agendou uma batalha real para o episódio de 26 de setembro do SmackDown , com o vencedor recebendo uma luta pelo título contra Ziggler no final da noite.

## Recepção
Night of Champions recebeu críticas positivas. A luta Sheamus x Cesaro foi muito aclamada. James Caldwell, da PWTorch, deu ao evento principal três 3/4 de cinco estrelas. Ele chamou de uma "luta pelo título sólida". No entanto, ele reclamou das mudanças do título Intercontinental e das Divas. Dave Meltzer do Wrestling Observer Newsletter chamou a luta pelo título dos EUA e o Orton vs Jericho de "lutas excelentes". Sobre a luta pelo título dos Estados Unidos, ele disse que parecia "uma luta do G-1 com muitos golpes duros e reversões para frente e para trás".

## Resultados
| Nº                                          | Resultados                                                              | Estipulações                                            | Tempo |
| ------------------------------------------- | ----------------------------------------------------------------------- | ------------------------------------------------------- | ----- |
| 1                                           | Gold e Stardust derrotaram The Usos (Jey Uso e Jimmy Uso) (c)           | Luta de duplas pelo WWE Raw Tag Team Championship       | 12:49 |
| 2                                           | Sheamus (c) derrotou Cesaro                                             | Luta individual pelo WWE United States Championship     | 13:03 |
| 3                                           | The Miz (com Damien Mizdown) derrotou Dolph Ziggler (c) (com R-Ziggler) | Luta individual pelo WWE Intercontinental Championship  | 9:20  |
| 4                                           | Seth Rollins derrotou Roman Reigns por desistência                      | Luta individual                                         | N/A   |
| 5                                           | Rusev (com Lana) derrotou Mark Henry por submissão                      | Luta individual                                         | 8:17  |
| 6                                           | Randy Orton derrotou Chris Jericho                                      | Luta individual                                         | 16:23 |
| 7                                           | AJ Lee derrotou Paige (c) e Nikki Bella                                 | Luta Triple Threat pelo WWE Divas Championship          | 8:42  |
| 8                                           | John Cena derrotou Brock Lesnar (c) por desqualificação                 | Luta individual pelo WWE World Heavyweight Championship | 14:52 |
| (c) – Refere-se aos campeões antes da luta. |                                                                         |                                                         |       |